# Грин, Мадлен
Ма́длен Э́мили Грин (англ. Madeline Emily Green; 27 августа 1884 года, Паддингтон, Лондон — 17 февраля 1947 года, Норфолк, Великобритания) — британская художница.

## Биография
Мадлен Эмили Грин родилась 27 августа 1884 года на Кравен-роуд, в районе Паддингтон, Лондон. Родителями Мадлен Эмили Грин была Эмили Лаура (Emily Laura), урождённая Батлер и Фредерик Джон Грин (Frederick John Green), мясник и фермер. В их семье росли сын и  четыре дочери, третьей из которых была Маделин..
С девяти лет Мадлен Эмили Грин с сестрами училась в колледже Принцесса Елена (Princess Helena College). С 1906 года по 1911 год она училась в Королевской академии искусств в Лондоне. В 1911 году была награждена серебряной медалью за рисунок «Агриппина, несущая пепел Германика".
В начале 1940-х годов Грин переехала жить в Саттон-Бридж, графство у берегов Северного моря Линкольншир, Великобритания, затем в Мелтон-Констебль-Парк в Норфолке.
Мадлен Эмили Грин умерла в больнице Норфолка 17 февраля 1947 года. Похоронена на кладбище Святого Леонарда в поселке Хестон (Heston) — Лондонский боро Хаунслоу.

## Работы и выставки
При жизни Мадлен Грин, её картины были представлены в 18 галереях Англии, Шотландии и Ирландии, на Венецианской биеннале, парижских салонах (где она дважды была награждена медалями),  в Аделаиде и Мельбурне.
В 1912 — 1943 годах её картины тридцать два раза выставлялись на Летних выставках Королевской академии.
Последняя выставка картин художницы под названием «Моменты во времени» была проведена в 2011 году в поместье Питжангер в Илинге.
Полного перечня работ художницы не составлено, однако известно примерно о сотне нарисованных ею картин.  Мадлен Грин была разносторонней художницей. В своих произведениях она использовала различные приемы и материалы, включая акватинта (разновидность офорта), уголь, сухую иглу (техника гравирования на металле), масло и акварель. Ныне её картины ныне высоко ценятся на художественных аукционах.

## Галерея

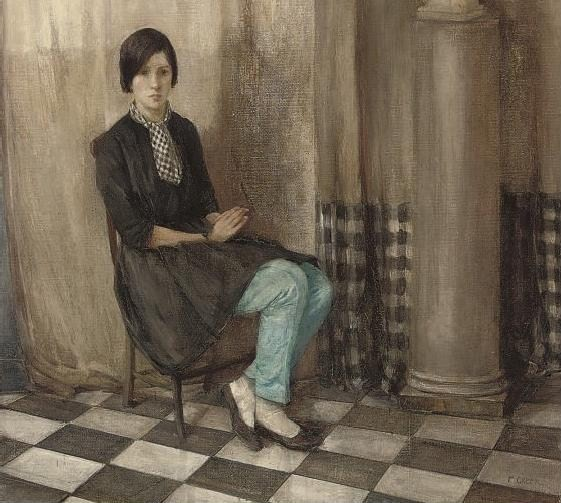
Медлен Грин. Модель
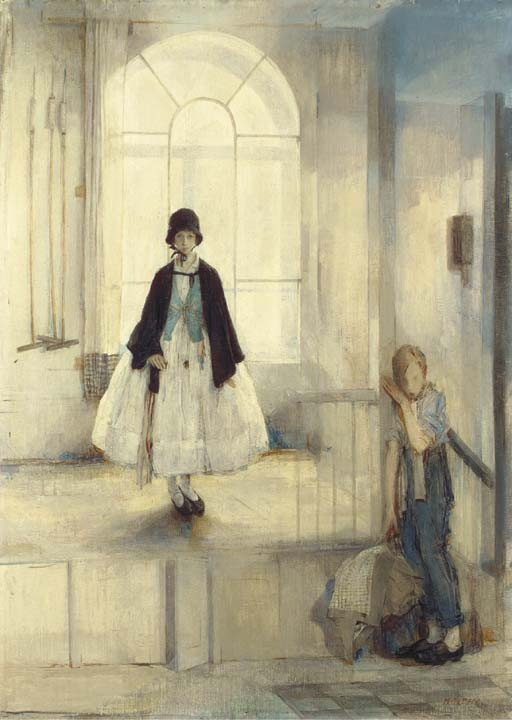
Две фигуры
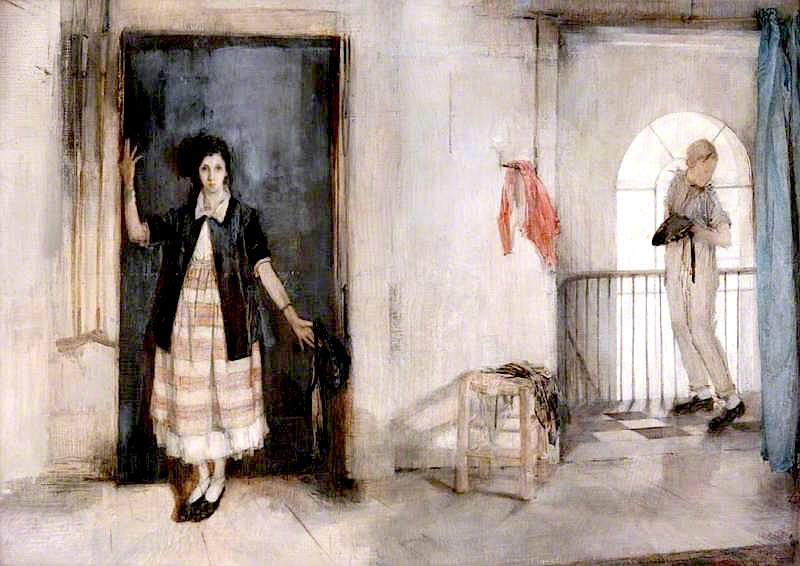
Молодые люди
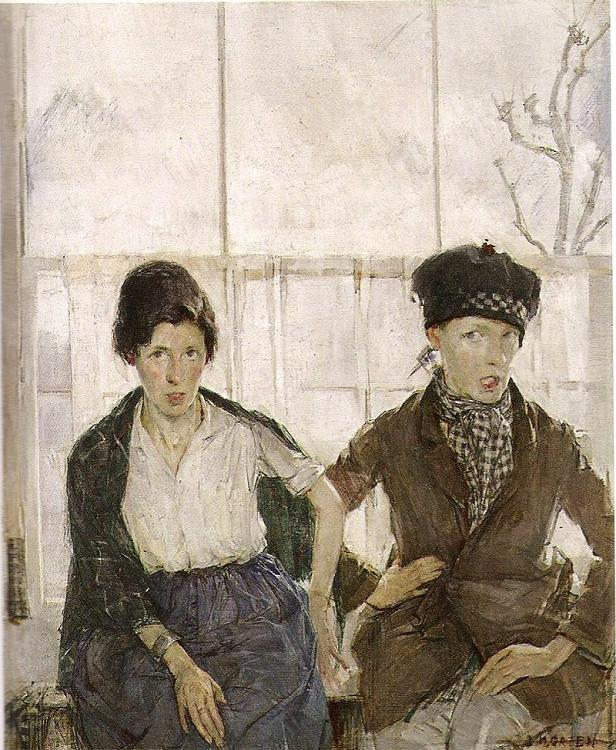
Двое